# Plantae Wrightianae
Plantae Wrightianae (abreviado Pl. Wright.) es un libro ilustrado con descripciones botánicas que fue editado por el August Heinrich Rudolf Grisebach. Se publicó en 2 partes en los años 1860-1862, con el nombre de Plantae Wrightianae, e Cuba orientali. Cambridge.